# Integrina alfa M
L'integrina alfa M, nota anche come ITGAM, è una subunità proteica che forma l'integrina eterodimerica αMβ2, nota anche come antigene macrofagico 1 (Mac-1) o recettore del complemento 3 (CR3). La subunità β2 è l'integrina comune nota come CD18.
Negli studi di genomica, il polimorfismo a singolo nucleotide di ITGAM ha un'alta correlazione con il lupus eritematoso sistemico, soprattutto per l'allele rs9888739.

### Approfondimenti
- Stewart M, Thiel M, Hogg N, Leukocyte integrins., in Curr. Opin. Cell Biol., vol. 7, n. 5, 1996,  pp. 690–6, DOI:10.1016/0955-0674(95)80111-1, PMID  8573344.
- Todd RF, Petty HR, Beta 2 (CD11/CD18) integrins can serve as signaling partners for other leukocyte receptors., in J. Lab. Clin. Med., vol. 129, n. 5, 1997,  pp. 492–8, DOI:10.1016/S0022-2143(97)90003-2, PMID  9142045.
- Schymeinsky J, Mócsai A, Walzog B, Neutrophil activation via beta2 integrins (CD11/CD18): molecular mechanisms and clinical implications., in Thromb. Haemost., vol. 98, n. 2, 2007,  pp. 262–73, PMID  17721605.